# Loppiano
Loppiánó a nemzetközi Fokoláre mozgalom modell-települése, az olaszországi Firenze közelében fekvő Incisa in Val d'Arno egyik külterülete (frazione).

## Modell-település
A Renata Mariapolit a Fokoláre mozgalom lelkisége ihlette, amelynek Loppiánó az első település-szintű megvalósulása. Chiara Lubich számára 1962-ben a svájci Einsiedeln bencés apátsága láttán lett világos, hogy ún. modell-településekre van szükség, amelyekben egy helyen jelenik meg az evangélium törvénye és egy modern város arculata. Célja az egyetemes testvériség megvalósítása lett.
Ma 800 lakosa van 70 nemzetből, akik számára az elmúlt 40 évben lakóhelyek, munkahelyek, templom, sportpályák és étterem épültek. Loppiánó mintájára 33 hasonló település jött létre világszerte.

## Története

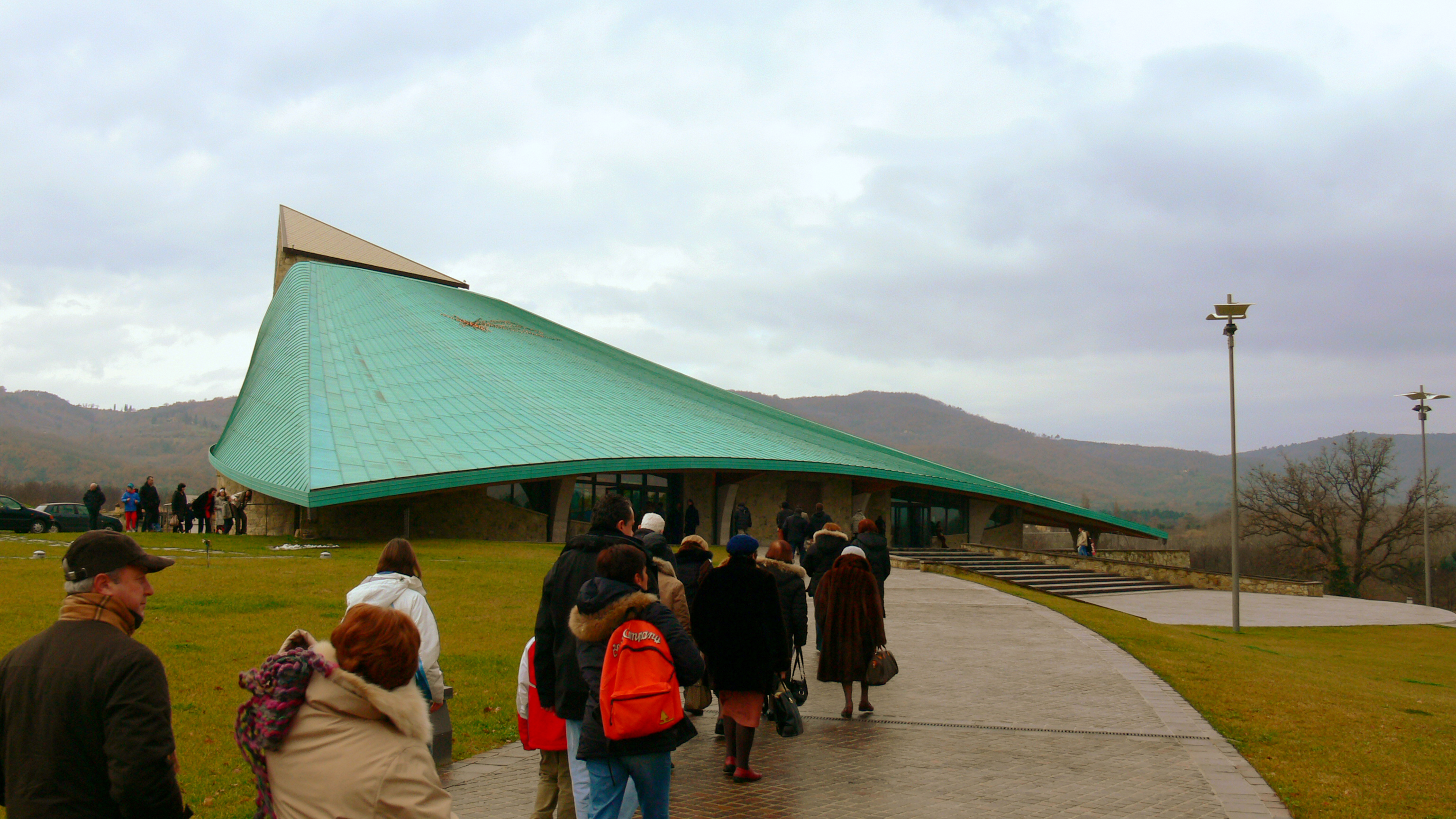
A Maria Theotokos szentély

A Fokoláre mozgalom egyik elkötelezett tagja, Vincenzo (Eletto) Folonari 1964-ben örökségének egy részét, a 260 hektáros loppiánói birtokot a mozgalomnak adományozta. 1965-ben megérkeztek az első családok, és megkezdték működésüket az első vállalkozások, az Azur asztalosműhely és a Centro Ave művészeti vállalkozás. 1966 karácsonyán létrejött a két nemzetközi együttes, a Gen Rosso és a Gen Verde.
1973 május elsején, tízezer résztvevővel megtartották az első Genfestet, amelynek folytatása az 1994 óta minden május 1-jén megrendezett ifjúsági nap. 1978-ban megjelent a település néhány oldalas hírújsága. 1982-ben létrejött a Loreto Iskola, a családok formálódási iskolája, melyet 1987-ig további iskolák követtek.
1990. február 27-én meghalt Renata Borlone, aki 23 évig volt a település felelőse. Loppiánó azóta hivatalosan az ő nevét viseli. 2000-ben Chiara Lubichot Incisa in Val d'Arno díszpolgárává választották.
2001-ben létrejött a Lionello Bonfanti Ipari Park. 2004-ben felszentelték a település saját templomát, a Maria Theotokos (Mária Istenanya) szentélyt, a helyi Centro Ave alkotását. 2008. szeptemberében megindul az egyetemi szintű (MA) képzés a településen állandó helyet találó Sophia Felsőfokú Kulturális Intézetben.

## Tevékenységek
Loppiánó számos különböző profilú cégnek ad otthont.

### Gazdaság
- Lionello Bonfanti Ipari Park (E. di C. S.p.a.)
- Azur – bababútorok és kiegészítők
- Centro Ave Ceramica – kerámiák, edények
- Dulcis in fundo – cukrászüzem
- Energia Centro Nord – villanyórák, elektromos berendezések
- Fantasy – babaszoba kiegészítők
- Fattoria Loppiano / Loppiano Prima – borászat, olajgyártás
- Gigli del campo – női ruházat

### Művészet
- Azioni Musicali Archiválva 2018. október 18-i dátummal a Wayback Machine-ben – zenekiadó
- Centro Ave – művészeti központ (grafika, építészet, szobrászat, kerámia)
- Ciro (Roberto Cipollone) – szobrász
- Gen Rosso – együttes
- Gen Verde – együttes
- Lau Kwok Hung – ötvös, szobrász
- Progetto 1 – együttes